# Apelar al miedo

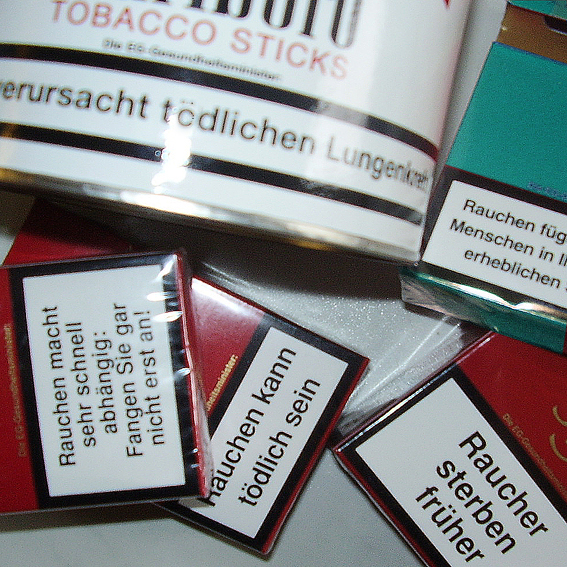
Apelar al miedo.

En lógica, apelar al miedo, argumentum in terrorem o argumentum ad metum es una falacia en la que se apoya una posición utilizando engaños y propaganda para aumentar el miedo y prejuicio hacia la competencia. Los argumentos se limitan a presentar una ilusión negativa o falsa vivencia que afecte las emociones. Puede tratarse de un ataque confrontativo e intimidativo, o bien, usarse de forma sutil.  

## Lógica
Esta falacia tiene la siguiente forma argumental:
O P es cierta o Q es cierta.
Q es aterradora.
Entonces, P es cierta.
El argumento es inválido. Apelar a la emoción se usa para explotar los miedos existentes con el fin de crear apoyo para la propuesta del orador, a saber, P. Además, a menudo está involucrada la falacia del falso dilema, lo que sugiere que Q es la única alternativa de la idea propuesta.

## Ejemplos
- Si no te gradúas, siempre serás pobre.
- Dios existe: si no crees en él arderás en el infierno.
- Si no actuamos ahora, después será demasiado tarde.